# Zack Padilla
Zack „Zack Attack“ Padilla (* 15. März 1963 in Glendora, Kalifornien) ist ein ehemaliger US-amerikanischer Profiboxer und Weltmeister der WBO im Halbweltergewicht.

## Karriere
Bei den Amateuren boxte er im Halbweltergewicht. Er gewann 1982 eine Bronzemedaille und 1983 die Goldmedaille bei den US-amerikanischen Meisterschaften und erreichte das Viertelfinale der nationalen Olympiaqualifikation in Texas. 1985 gab er mit einem K.-o.-Sieg seinen Einstand als Profi. Nach sieben K.-o.-Siegen und einem Unentschieden, verlor er im April 1986 vorzeitig gegen Dwayne Prim, der nur sechs Siege aus 15 Kämpfen in seinem Rekord hatte. Daraufhin beendete er seine Karriere für über fünf Jahre.
1991 kehrte er in den Ring zurück und blieb bis zum Ende seiner Karriere ungeschlagen. Im November 1991 besiegte er den späteren WBA-Weltmeister James Page sowie im April 1993 Ex-WBA/WBC-Weltmeister Roger Mayweather. Im Juni 1993 besiegte er in Las Vegas überraschend den Mexikaner Carlos González (36-0, 34 vorzeitig) einstimmig nach Punkten und wurde dadurch Weltmeister der WBO im Halbweltergewicht. Anschließend verteidigte er den Titel im November 1993 durch t.K.o. in der achten Runde gegen Europameister Efrem Calamati (35-1), sowie im Dezember 1993 einstimmig gegen Ray Oliveira (21-3). Im Kampf gegen Oliveira verzeichnete CompuBox mit 3020 Schlägen einen neuen Rekord seit dem Beginn von Computeraufzeichnungen bei Boxkämpfen.
Im April 1994 folgte eine vorzeitige Titelverteidigung gegen Harold Miller (23-7) aus Nevada. Seine letzte Titelverteidigung gewann er im Juli 1994 vorzeitig gegen den ehemaligen WBC-Weltmeister Juan Laporte (40-14) aus Puerto Rico. In einem Sparringskampf gegen Shane Mosley erlitt er Kopfverletzungen, die zum Entzug seiner Boxlizenz aus medizinischen Gründen führten. Er beendete seine Karriere mit 22 Siegen, einer Niederlage und einem Remis.
Das Ring Magazine wählte ihn für 1993 zum Comeback of the Year Fighter. 2011 fand er Aufnahme in die California Boxing Hall of Fame
| Vorgänger       | Amt                                                                | Nachfolger    |
| --------------- | ------------------------------------------------------------------ | ------------- |
| Carlos González | Boxweltmeister im Halbweltergewicht (WBO) 7. Juni 1993 – Juli 1994 | Sammy Fuentes |